# مایکل بولتون

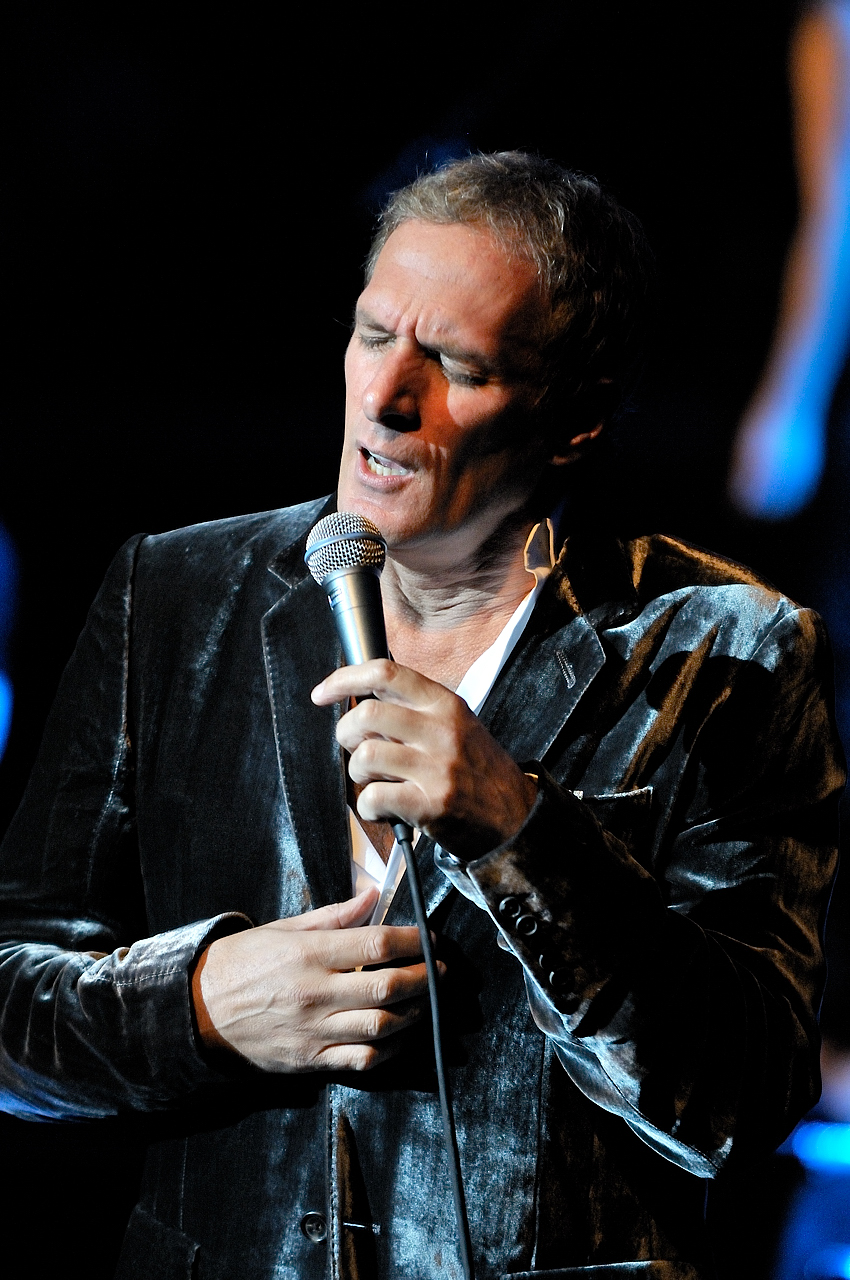
مایکل بولتون، خواننده و شاعر آمریکایی - ۲۰۱۰

مایکل بولتون، متولد ۲۶ فوریه ۱۹۵۳، با نام هنری مستعار مایکل بولتون، خواننده و شاعر آمریکایی ست. بولتون در ابتدا در سبک جاز و سپس در سبک راک فعالیت چشمگیری داشت و صدای گرم و عمیق او در دل هوادارنش باقیست.

## فیلم‌شناسی

### به عنوان بازیگر
- ۱۹۹۷: Meet Wally Sparks
- ۲۰۰۲: Snow Dogs (film also features four Michael Bolton songs)
- ۲۰۰۲: ولتاژ بالا
- ۲۰۰۸: The Onion Movie
- ۲۰۱۲: Two and a Half Men as himself

### به عنوان تهیه کننده
- ۲۰۰۱: Offside (short)
- ۲۰۰۱: Good Advice
- ۲۰۰۵: Terror at Home: Domestic Violence in America (TV)
- ۲۰۰۸: The Other Side of the Tracks